# Intersections
Intersections è un film del 2013 scritto e diretto da David Marconi.
I protagonisti del film sono Frank Grillo, Jaimie Alexander, Roschdy Zem e Marie-Josée Croze.
In Italia è stato trasmesso in prima visione su Rai 4 il 7 gennaio 2014.

## Trama
Taylor e Scott Dolan, freschi sposi, sono in luna di miele in Marocco, dove la donna progetta di uccidere il ricco marito con l'aiuto del proprio amante, Travis. Il piano, però, sfuma quando vengono coinvolti, insieme ad altre persone, in un incidente su una strada sperduta nel deserto. Il gruppo di sopravvissuti, che include anche il contrabbandiere ricercato Omar, una donna francese, Audrey, con un bambino malato, e Saleh, un misterioso "riparatore", si imbarca in un viaggio per uscire dal deserto, che culmina in un suq di Essaouira.

## Produzione
Intersections segna il ritorno di David Marconi alla regia, venti anni dopo The Harvest. Brooklyn Decker e Gemma Arterton furono considerate per il ruolo di Taylor Dolan, ma venne infine scelta Jaimie Alexander.
Le riprese cominciarono a febbraio 2012 in Marocco e durarono un mese e mezzo. Il film è recitato principalmente in lingua inglese, con brevi spezzoni in arabo (quando interagiscono Moussa Maaskri e Roschdy Zem) e francese, per gli scambi di battute tra i personaggi di Roschdy Zem, Marie-Josée Croze e Carlos Leal. La scena dell'incidente stradale è stata filmata senza effetti speciali, utilizzando fotocamere DSLR installate nell'abitacolo delle automobili.

## Distribuzione
Inizialmente programmato per novembre 2012, Intersections fu distribuito in Francia il 30 gennaio 2013 in 304 cinema, dopo una première, avvenuta il 25 gennaio, all'UGC Ciné-Cité Rosny-sous-Bois fuori Parigi, a cui parteciparono Roschy Zem e Marie-Josée Croze. In Belgio il film fu distribuito una settimana più tardi, il 6 febbraio, in 15 cinema.

## Accoglienza

### Incassi
Al botteghino francese, il film debuttò al dodicesimo posto, dietro ad altri cinque film distribuiti nella stessa settimana (tra cui Lincoln, Il lato positivo - Silver Linings Playbook e 7 psicopatici) e guadagnando poco più di 260.000 euro, con una media di 871 euro per cinema, attraendo 52.485 spettatori. Al botteghino belga, invece, il film debuttò al diciannovesimo posto, dietro ad altri cinque film distribuiti nella stessa settimana (tra cui Hitchcock e Hansel & Gretel - Cacciatori di streghe) e guadagnando poco più di 26.000 euro, con una media di 1.750 euro per cinema. Al 3 marzo 2013, Intersections aveva guadagnato poco più di 300.000 euro in totale.

### Critica
Intersections ha ricevuto critiche principalmente negative in Francia. Scrivendo per Critikat, Vincent Avenel giudicò la sceneggiatura "incoerente", sentimento condiviso anche da François Barge-Prieur di Les Fiches du Cinéma. Avenel continuò ritenendo la pellicola "assurda" e "vuota", criticando l'abbondanza di pubblicità indiretta e trovando nella bellezza di Jaimie Alexander l'unica nota positiva. Su Le Monde, Jacques Mandelbaum disse che il lungometraggio era la "versione reality show" di un film di sopravvivenza, mentre in Version Femina, Anne Michelet lamentò la mancanza di tensione.
Una rara recensione positiva arrivò da Staragora, che lodò i numerosi colpi di scena e i personaggi tutt'altro che perfetti, oltre ad affermare che il film era "uno di quelli che si ricordano per settimane dopo averli visti".

## Edizioni home video
Intersections è uscito in DVD e Blu-ray in Francia, in edizione estesa, il 30 maggio 2013. Negli Stati Uniti è uscito invece il 28 gennaio 2014, sotto il titolo di Collisions.